# Andrew Graham
Andrew Graham (8. dubna 1815 Hrabství Fermanagh – 5. listopadu 1908 Cambridge) byl irský astronom. V roce 1848 objevil planetku Metis v observatoři Markree v Irsku. Později pracoval jako první asistent v Cambridgeské observatoři od roku 1864 až 1903. Je po něm pojmenována planetka s číslem 3541 Graham.